# Obsessions (canción de Suede)
«Obsessions» es el segundo sencillo del álbum A New Morning de la banda británica Suede, lanzado el 18 de noviembre de 2002 en Columbia Records. A pesar de que este sencillo fue otra decepción en las listas para la banda, la canción es una de las favoritas entre los seguidores de Suede[cita requerida]. Las canciones que componen el sencillo tuvieron varios productores, entre ellos, Stephen Street, Tony Hoffer, Alex Silva, Cameron Craig, Sean Genockey y la propia banda.
El vídeo de la canción fue dirigido por Grant Gee.

## Lista de canciones

### CD1
1. «Obsessions» [radio edit] (Anderson/Oakes)
2. «Cool Thing» (Anderson/Oakes/Osman)
3. «Instant Sunshine» (Anderson/Codling)
4. «Obsessions» [footage from Marquee Club] (Anderson/Oakes)

### CD2
1. «Obsessions» [álbum versión] (Anderson/Oakes)
2. «UFO» (Anderson)
3. «Rainy Day Girl» (Anderson)
4. «Obsessions» [footage from Scala] (Anderson/Oaks)

### DVD
1. «Obsessions» [video] (Anderson/Oakes)
2. «Hard Candy» (Anderson)
3. «ABC Song» (Anderson/Oakes/Gilbert/Osman/Lee)